# Hakea bicornata
Hakea bicornata är en tvåhjärtbladig växtart som beskrevs av R.M. Barker. Hakea bicornata ingår i släktet Hakea och familjen Proteaceae. Inga underarter finns listade i Catalogue of Life.